# Dermaleipa metaphaea
Dermaleipa metaphaea är en fjärilsart som beskrevs av George Francis Hampson 1913. Dermaleipa metaphaea ingår i släktet Dermaleipa och familjen nattflyn. Inga underarter finns listade i Catalogue of Life.